# Juan de Alcega

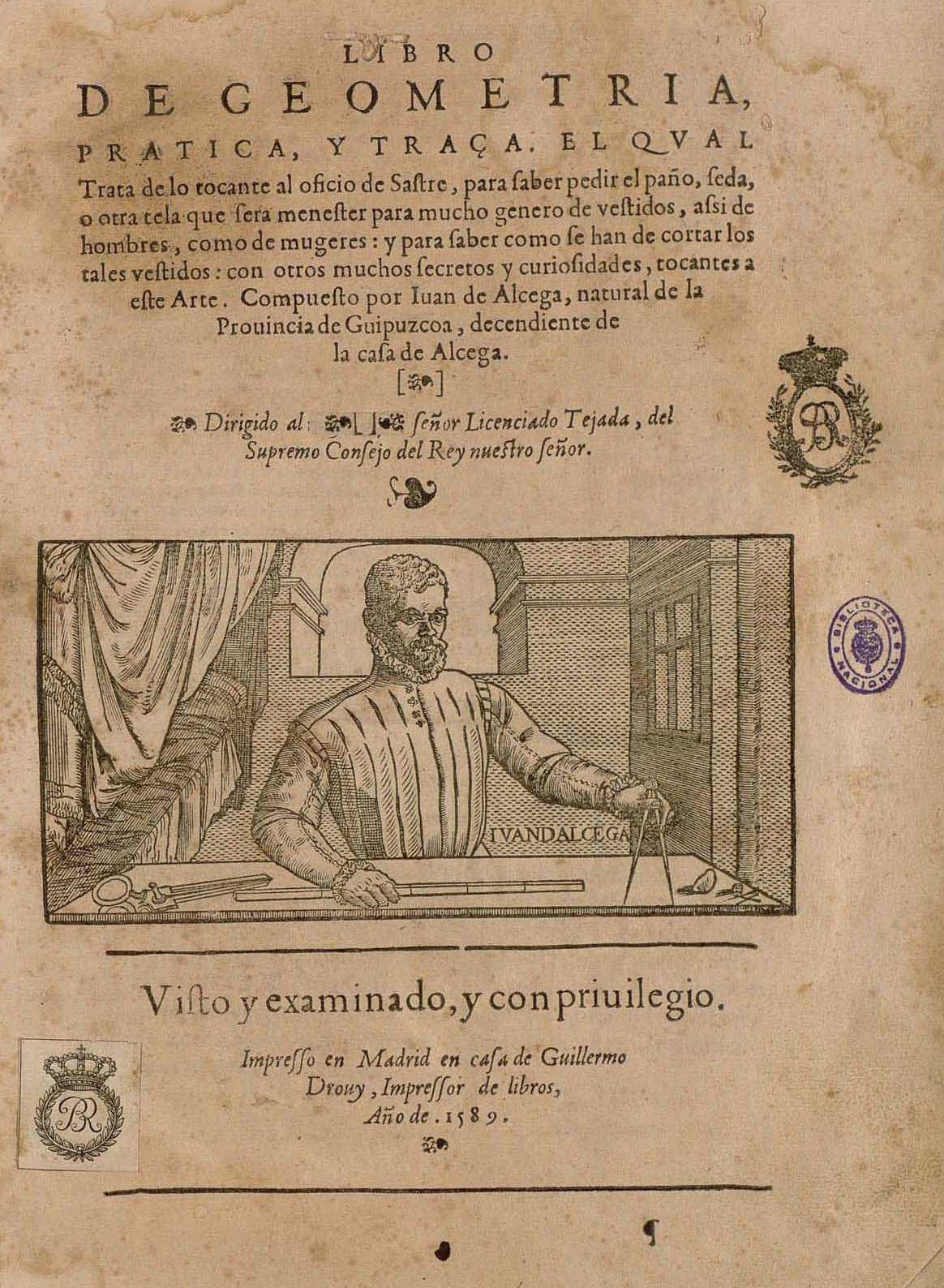
Portada del Libro de geometría, práctica y traça, el qual trata de lo tocante al oficio de sastre... compuesto por Juan de Alcega, natural de la Provincia de Guipúzcoa, descendiente de la casa de Alcega... Impreso en Madrid, en casa de Guillermo Druoy, 1589. Grabado xilográfico, Madrid, Biblioteca Nacional de España.

Juan de Alcega, sastre y matemático práctico español, fue autor de un tratado de geometría aplicada al oficio de sastrería publicado en Madrid en 1580 y reeditado en 1589.
Únicamente se conoce de su vida, por su propia declaración, que era natural de Guipúzcoa y de la casa de Alcega, asentada en Fuenterrabía, a la que también pertenecieron algún destacado marino homónimo y Cristóbal Rojas, obispo de Sevilla, hijo de Dominga Alcega.
Según declara en el prólogo, «fueron tantas las contradicciones y pleytos que tuve en el Real Consejo sobre la impresión deste libro», que estuvo tentado de no sacarlo a la luz, haciéndolo finalmente con la aprobación, fechada en Madrid en 1579, de Hernán Gutiérrez, sastre de la princesa de Portugal, y de Juan López de Burguete —que no sabía firmar—, sastre del duque de Alba, ante quienes hizo una demostración práctica de cuanto contenía el libro. 
La obra de Alcega, la primera de su género en España, útil para precisar y fijar la evolución del léxico de la moda en el castellano del siglo XVI, estaba dividida en tres partes, la primera dedicada al corte de las telas, la segunda con los patrones para los vestidos tanto de hombres como de mujeres y la tercera con tablas explicativas de la cantidad de tela necesaria para la confección de cada modelo,